# Gherteniș
Gherteniș – wieś w Rumunii, w okręgu Caraș-Severin, w gminie Berzovia. W 2011 roku liczyła 977 mieszkańców. 